# BloodRayne: Betrayal
BloodRayne: Betrayal è un videogioco d'azione di tipologia hack 'n slash distribuito inizialmente per console Xbox 360 e PlayStation 3 e convertito successivamente per sistema Microsoft Windows. È il terzo capitolo della serie BloodRayne, ed è disponibile in download digitale dalla piattaforma Steam.

## Trama
Il mondo è invaso di nuovo dalle forze del male comandate da Lord Kagan, quindi una società segreta che combatte i vampiri, chiamata Brimstone Society invia a eliminare Kegan, le sue forze armate che risultano inefficaci contro i nemici. Solo la bella agente dampira Rayne, metà donna e metà vampira nonché la figlia di Kagan, può rimettere le cose a posto. Essa dovrà sconfiggere intere orde di mostri, vampiri, goblin e non-morti trovare un castello nascosto e riportare la pace.

## Modalità di gioco
Il videogioco è un classico hack and slash a scorrimento laterale, Rayne può compiere diverse azioni come: scivolare, effettuare precisi salti mortali, arrampicarsi sui muri o scivolare su di essi, schiacciare le teste dei mostri oramai esanimi e perfino mordere i nemici e succhiare ad essi il sangue per recuperare preziosa energia vitale (operazione spesso necessaria), inoltre è sensibile alla luce e l'esposizione del suo corpo anche a luce non naturale farà perdere energia così come all'esposizione al plasma verde. Rayne ha disposizione come armi, due lame letali agganciate agli avambracci tramite dei bracciali, che vengono usati in stile Tonfa, una pistola speciale caricata con pallottole argentate di tipo Magnum e un enorme fucile laser, in grado di incenerire i nemici e anche utile per attivare interruttori. Può compiere diversi attacchi devastanti, sia con calci che con le lame o in combinazione delle due. Le ambientazioni sono molto svariate e includono: cimiteri, castelli abbandonati, grotte oscure, paludi e diversi altri.  Gli effetti grafici, tipo la nebbia, e le musiche rendono l'atmosfera del videogioco molto coinvolgente. Trovando dei teschi rossi nascosti nei livelli in zone meno accessibili si potrà incrementare la barra di energia o avere a disposizione più proiettili per la pistola la scelta la potrà decidere il giocatore.

### Livelli
1. Assalto nella foresta
2. Sotto il nemico
3. Nell'attico
4. Mare di sangue
5. Trappole e torri
6. L'ingresso del corvo
7. La riunione
8. Nella sala da ballo
9. Eruzione solare
10. Legioni di laser
11. La fortezza di Kagan
12. Il sacrificio

## Accoglienza
La rivista Play Generation diede alla versione per PlayStation 3 un punteggio di 85/100, apprezzando il fatto che fosse un'ottima avventura d'azione vecchio stile con un bel design dei personaggi e degli ambienti e come contro la trama non troppo profonda e la colonna sonora che a lungo andare stancava, finendo per trovarlo un titolo che aveva il fascino e la difficoltà infame dei primi Castlevania per Famicom; tuttavia venne anche evidenziato il prezzo un po' alto.